# Triphosa quasiplaga
Triphosa quasiplaga är en fjärilsart som beskrevs av Dyar 1913. Triphosa quasiplaga ingår i släktet Triphosa och familjen mätare. Inga underarter finns listade i Catalogue of Life.